# Doleschallia ardys
Doleschallia ardys är en fjärilsart som beskrevs av Hans Fruhstorfer 1912. Doleschallia ardys ingår i släktet Doleschallia och familjen praktfjärilar. Inga underarter finns listade i Catalogue of Life.